# Robert N. Braun

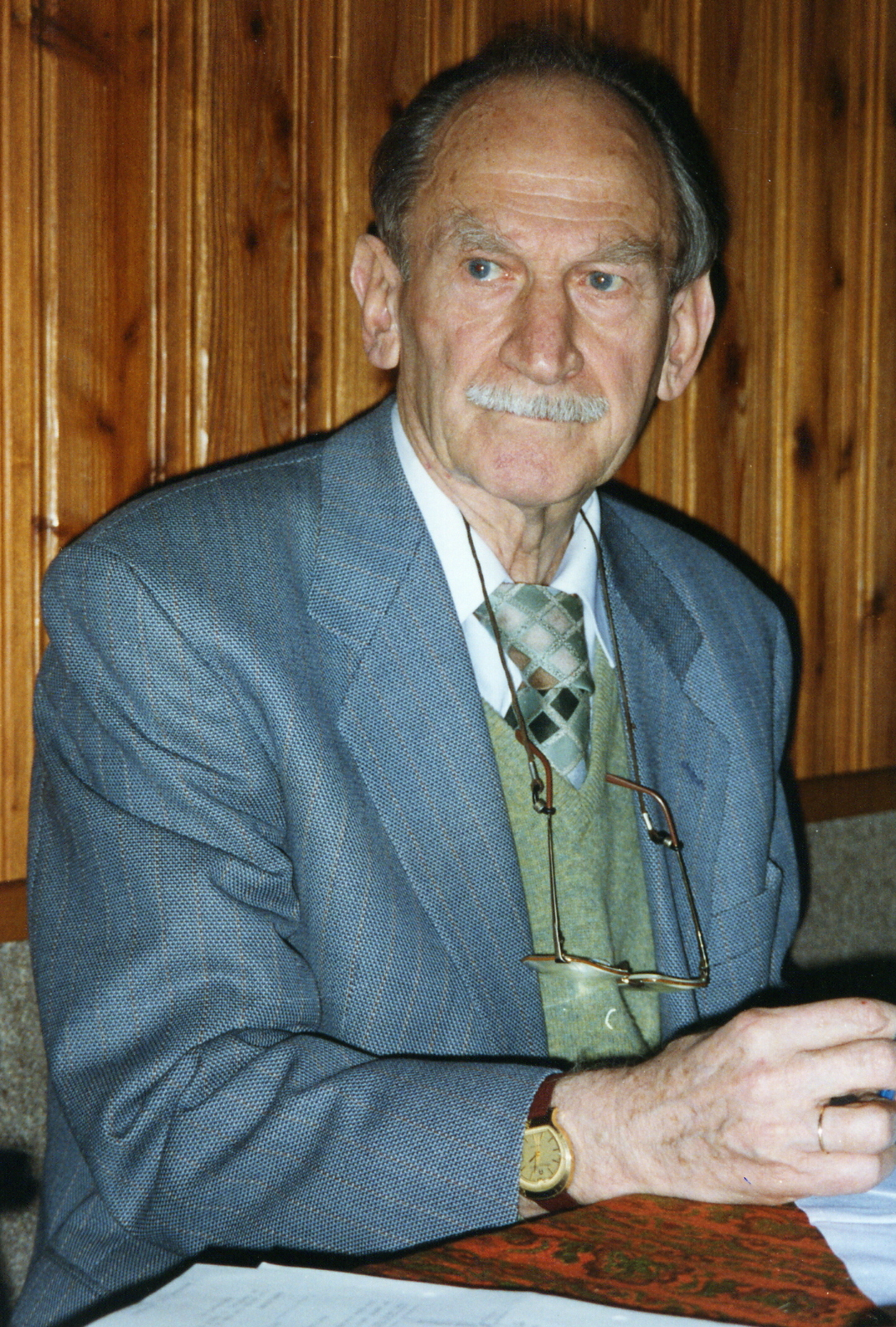
Robert Nikolaus Braun (1995)

Robert Nikolaus Braun (* 11. Jänner 1914 in Wien; † 13. September 2007 ebendort) war ein österreichischer Allgemeinmediziner.

## Leben
Robert N. Braun wurde als Sohn des jüdisch-stämmigen Praktischen Arztes Robert-Leopold Braun und der aus dem russischen Adelsgeschlecht der Urusoffs gebürtigen Nadja Nikolski in Wien geboren. Der Vater war zum christlichen Glauben konvertiert, die Kinder wurden christlich erzogen.
Nach der Volksschule besuchte Braun von 1924 bis 1932 das Gymnasium Zirkusgasse im II. Wiener Gemeindebezirk. Danach studierte er an der Universität Wien Medizin und schloss 1937 das Studium summa cum laude ab.
Kurz konnte er an der II. Medizinischen Universitätsklinik im Wiener Allgemeinen Krankenhaus als Gastarzt arbeiten, dann verlor er mit dem Anschluss Österreichs – nach den Nürnberger Rassengesetz Halbjude – diese Stelle. Auch seine bis dahin arglosen Eltern mussten nach dem Einmarsch Hitlers auswandern. Gemeinsam mit Brauns älterer Schwester Nelly kamen sie zunächst bei einer Verwandten in Paris unter. Der Vater und die Schwester sollten die Deportation über das Sammellager Drancy und KZ Theresienstadt überleben.
Brauns Versuch, die väterliche Praxis in der Heinestraße 20, im II. Wiener Gemeindebezirk zu retten, misslang, zum einen weil es auch gegen ihn antisemitische Übergriffe gab, zum andern, weil er 1938 zum Wehrdienst eingezogen wurde. Zu dieser Zeit galt dem Militär die Qualifikation noch mehr als die rassische Qualifizierung und Braun wurde als Unterarzt in den Fähnrichrang erhoben. Er diente als Truppenarzt in Offiziersrang bei einer Artillerie-Gefechtsstaffel, versorgte schließlich das ganze Bataillon und wurde dann aufgrund der Rassengesetze doch aus der Armee entlassen. Braun war sich der permanenten Gefahr für Leib und Leben bewusst. Rückblickend war seine Entlassung aus dem Militärdienst lebensrettend, da seine Einheit im Russlandfeldzug aufgerieben wurde. Es gelang ihm bei den pharmazeutischen Nordmarkwerken in Hamburg dienstverpflichtet zu werden. Infolge der Kriegswirren und -zerstörungen, konnte er 1944 eine verwaiste allgemeinmedizinische Praxis in Marburg an der Lahn, Barfüssertor, übernehmen.
Nach dem Ende des Krieges standen keine Rassengesetze mehr einer Ehe mit der aus Kellinghusen stammenden Margarete Burmester entgegen. Mit ihr kehrte er 1946 nach Österreich zurück. Zunächst arbeitete er in der Allgemeinpraxis in Wiener Neustadt auf Wöllersdorferstraße 27. Damit er sich auch intensiver der Praxisforschung widmen konnte, wechselte Braun 1951 in eine kleinere Landpraxis in Brunn an der Wild im Waldviertel. Er blieb dort bis zu seiner Pensionierung 1984. Schließlich übersiedelte er mit seiner Gattin nach Wien, wo er bis ins hohe Alter weiter wissenschaftlich tätig blieb.
Das Paar hatte drei Kinder: Rosemarie, Claus Robert und Inge.
Braun starb am 13. September 2007. Gemeinsam mit seiner Frau Margret fand er am Wiener Zentralfriedhof (Evangelischer Teil) die letzte Ruhestätte.

## Auszeichnungen
- 1969 Paracelsus-Ring der Stadt Villach
- 1970 Goldenes Ehrenzeichen für Verdienste um das Land Niederösterreich
- 1971 Hippokrates-Medaille
- 1974 Goldener Ehrenring der Gemeinde Brunn an der Wild
- 1984 Ehrenbürger der Gemeinde Brunn an der Wild
- 1984 Großes Ehrenzeichen für Verdienste um die Republik Österreich
- 1997 ÖHV-Ehrenpreis für besondere Verdienst um die Allgemeinmedizin
- 2004 Dr. Robert Braun Straße ⊙ in Brunn an der Wild

## Werk
Brauns Vater und Großvater waren beide Praktische Ärzte. Robert N. Braun wollte klinisch forschend tätig werden. Kriegsbedingt kam er jedoch in die Allgemeinmedizin. Es war das Schlüsselerlebnis für sein späteres Lebenswerk, dass er sich durch sein Hochschulwissen allein für die Arbeit in der Praxis zu wenig vorbereitet fühlte. Das nötige Wissen vermutete er in den Erfahrungen der vielen Generationen von Praktikern. Aber wissenschaftlich betrachtet war dieses Wissen nicht präsent, sodass Braun die angewandten Medizin als eine unbearbeitete Terra incognita empfand. Die ersten Fällestatistiken und die Beobachtung, dass alte, erfahrene Praktiker, im Gegensatz zu jungen Medizinern, sofort übereinstimmend Praxisfälle der Häufigkeit nach reihen konnten, dienten Braun als Einstieg zur Erforschung des Neulands.
- 1955 präsentierte er bei einem Vortrag in der Gesellschaft der Ärzte in Wien das von ihm beobachtete „Fälleverteilungsgesetz“.[2]
- 1957 fand Braun Aufnahme im College of General Practitioners in London.
- Braun war Mitbegründer und erster Präsident der in Wien 1959 erstmals zusammengetretenen „Internationalen Gesellschaft für praktisch angewandte Medizin“.[3]
- 1961 vertrat er Österreich in Edinburgh bei einer WHO-Konferenz über den Arzt und seine Stellung in der Gesellschaft.
- 1961 gründete er unter dem Leitspruch „valere quam videri“ eine „Arbeitsgemeinschaft zur Erforschung der ärztlichen Allgemeinpraxis - AEA“.
- 1964 fand das „Heidelberger Gespräch“ statt, wo hochrangige Universitätsprofessoren Deutschlands mit Mitgliedern dieser Praktikergruppe konferierten.[4][5]
- 1970 stellte er seine bisherigen Untersuchungen, Beobachtungen in der Praxis und seine Erkenntnisse anhand von 477 unausgelesenen Praxisfällen in einem „Lehrbuch der ärztlichen Allgemeinpraxis“ dar.
- Im Sommersemester 1973 wurde er als Gastprofessor an die neu eingerichtete Abteilung Allgemeinmedizin der Medizinischen Hochschule Hannover eingeladen.
- 1976 erteilte ihm die Universität Wien die Venia docendi. Braun war damit der erste Habilitierte im Fach Allgemeinmedizin. Von nun an bis 1990 bot er Lehrveranstaltungen an.
- 1975 bezog Braun das neue Arzthaus, errichtet von seiner Sanitätsgemeinde Brunn an der Wild, mit Unterstützung vom Land Niederösterreich. Die integrierten Räumlichkeiten für ein „NÖ Institut für Allgemeinmedizin“ wurden 1976 ihrer Bestimmung übergeben. Während zwei- bis vierwöchigen Aufenthalten wurden dort Jungärzte in die Praxistätigkeit praktisch und theoretisch eingeführt.
- 1975, bzw. 1978 wurde Braun zu Gastvorträgen an neuseeländische und australische Universitäten eingeladen.
- 1979 erschien, durch das Engagement des Allgemeinarztes Oscar Rosowsky, dem Begründer der SFMG (Société française de médicine générale), die französische Übersetzung von Brauns Lehrbuch.
- In den Achtzigerjahren bemühte sich in Deutschland der berufspolitisch aktive Allgemeinarzt Frank H. Mader wieder mehr um die Präsenz von Braun und seinen Arbeiten in der Lehre der Allgemeinmedizin.[6]
- 1982 widmete sich Braun in einer Monographie dem Stellenwert der Allgemeinmedizin: In der Heilkunde müsse es eine Sparte geben, die auf Fälle ohne exakte Krankheitserkennungen „spezialisiert“ ist und in kurzer Zeit, mit sparsamen Mitteln, vernünftig behandelt. Sowohl die Unentbehrlichkeit als auch die Eigenständigkeit der Funktion der Allgemeinmedizin wurden mit den wissenschaftlichen Untersuchungen in der Praxis belegt.[7] Die Allgemeinmedizin sei „eine tragende Säule in unserem sozialen Sicherheitssystem“, i. e. im Gesundheitssystem. Brauns Erkenntnisse führten zu lehrbaren Ergebnissen, die die Grundlage bilden für eine Theorie der angewandten Medizin, die Braun „Berufstheorie“ nannte. An den Universitäten sollte sich die Allgemeinmedizin durch berufstheoretische Forschung sowie durch eigene fachspezifische Aus- und Weiterbildung selbstbewusst positionieren.
- 1994 wurde bei der Fortbildungsveranstaltung practica in Bad Orb der von Braun initiierte Erfahrungsaustausch von Allgemeinärzten als „Braungruppe“ installiert.
- 2004 resümiert er in seinem letzten veröffentlichten Buch die Forschungsergebnisse und wie auf ihnen aufgebaut werden soll. Zum besseren Verständnis seiner Entdeckung verglich er die gesamte wissenschaftliche Heilkunde mit einer Kugel: Wenn die eine Halbkugel die traditionelle Medizinwissenschaft darstellt, die all das Wissen umfasst, das sich – ausgehend von den anatomischen Studien Vesals – in den letzten 500 Jahren angesammelt hat, dann liegt ihr gegenüber, in der anderen Hälfte der Kugel die junge Wissenschaft von der Angewandten Medizin. Sie beschäftigt sich damit, wie man in der beruflichen Praxis bei der Versorgung der Patienten mit all den Kenntnissen über Krankheiten, Diagnostika und Therapeutika zurechtkommt. Der Einstieg in diese Wissenschaft muss von der Fälleverteilung her geschehen, d. h. von den Gesundheitsstörungen, die von den Menschen an die Heilkunde herangetragen werden. Braun sieht die berufstheoretische Erforschung der Allgemeinmedizin auch als Modell für einschlägige Forschungen in den spezialistischen Fachgebieten.

## Publikationen
- Kritik am Arzttum und dessen Reform. Sign.: Cod. Ser. n. 31505 Samml.: Han. Österreichische Nationalbibliothek (1945 – 1946) (unveröffentlicht)
- Die gezielte Diagnostik in der Praxis. Grundlagen und Krankheitshäufigkeit. Friedrich-Karl Schattauer Verlag, Stuttgart 1957.
- Feinstruktur einer Allgemeinpraxis. Diagnostische und statistische Ergebnisse. Schattauer, Stuttgart, Friedrich-Karl Schattauer Verlag, Stuttgart 1961.
- Lehrbuch der ärztlichen Allgemeinpraxis. Urban&Schwarzenberg, München/Berlin/Wien 1970.
- Diagnostische Programme in der Allgemeinmedizin. Urban&Schwarzenberg, München/Berlin/Wien 1976.
- Pratique, critique et enseignement de la médecine générale. PAYOT-Rivages 1979 und 1997.
- Allgemeinmedizin – Standort und Stellenwert in der Heilkunde. Kirchheim, Mainz 1982, ISBN 978-3-87409-120-6.
- Lehrbuch der Allgemeinmedizin – Theorie, Fachsprache und Praxis. Kirchheim, Mainz 1986, ISBN 978-3-87409-123-7.
- Wissenschaftliches Arbeiten in der Allgemeinmedizin. Einführung in die eigenständige Forschungsmethode. Einführung in die eigenständige Forschungsmethode. Springer, Berlin u. a. 1988, ISBN 978-3-540-18480-5.
- Heilung für die Heilkunde. Die Geschichte einer Entdeckung. Wissenschaftliche Autobiographie. Sign.: Cod. Ser. n. 38770 Samml.: Han Wien, ÖNB (1991–1992) (unveröffentlicht)
- Mein Fall – Allgemeinmedizin für Fortgeschrittene. 244 Problemfälle aus der Praxis mit Kommentar. Springer-Verlag, Berlin/Heidelberg/New York 1994, ISBN 978-3-540-58120-8.